# Tetragnatha angolaensis
Tetragnatha angolaensis är en spindelart som beskrevs av Yutaka Okuma och Ansie S. Dippenaar-Schoeman 1988. Tetragnatha angolaensis ingår i släktet sträckkäkspindlar, och familjen käkspindlar.
Artens utbredningsområde är Angola. Inga underarter finns listade i Catalogue of Life.